# Loggia del Comune
La Loggia del Comune si trova a San Gimignano in piazza del Duomo, accanto al Palazzo Nuovo del Podestà.
La loggia presenta tre arcate a tutto sesto, sotto le quali le autorità del governo cittadino prendevano posto durante le cerimonie pubbliche che avvenivano in piazza. Venne costruita agli inizi del 1900 sul sito di alcune case confiscate alla famiglia degli Ardinghelli, capo-fazione del partito ghibellino.
Sotto le arcate si trova affrescata sulla parete destra un Madonna col Bambino e i santi Michele Arcangelo e Giovanni Battista, opera trecentesca di scuola senese, proveniente dalla Porta delle Fonti.

## Altre immagini

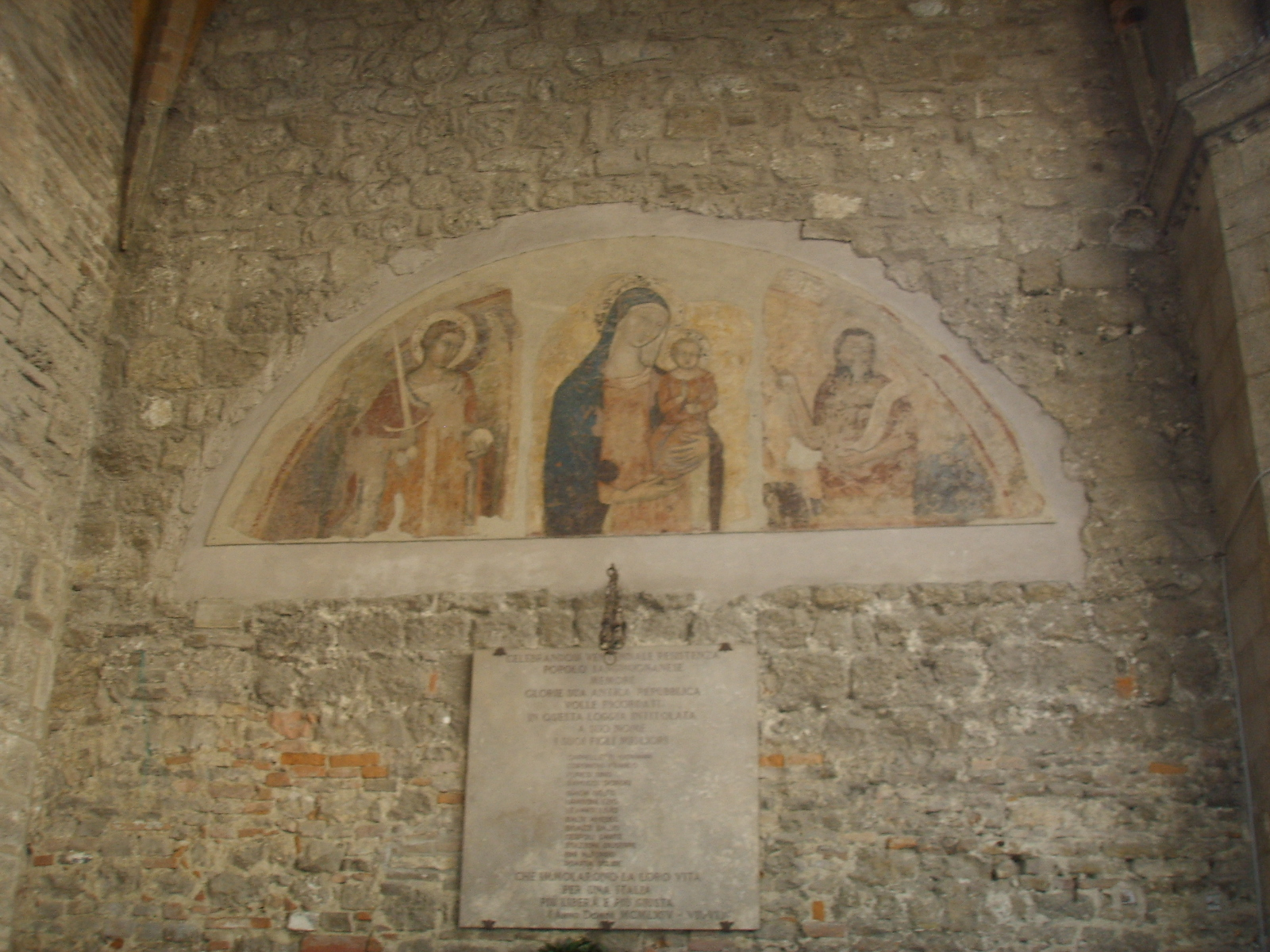
L'affresco della Madonna col Bambino
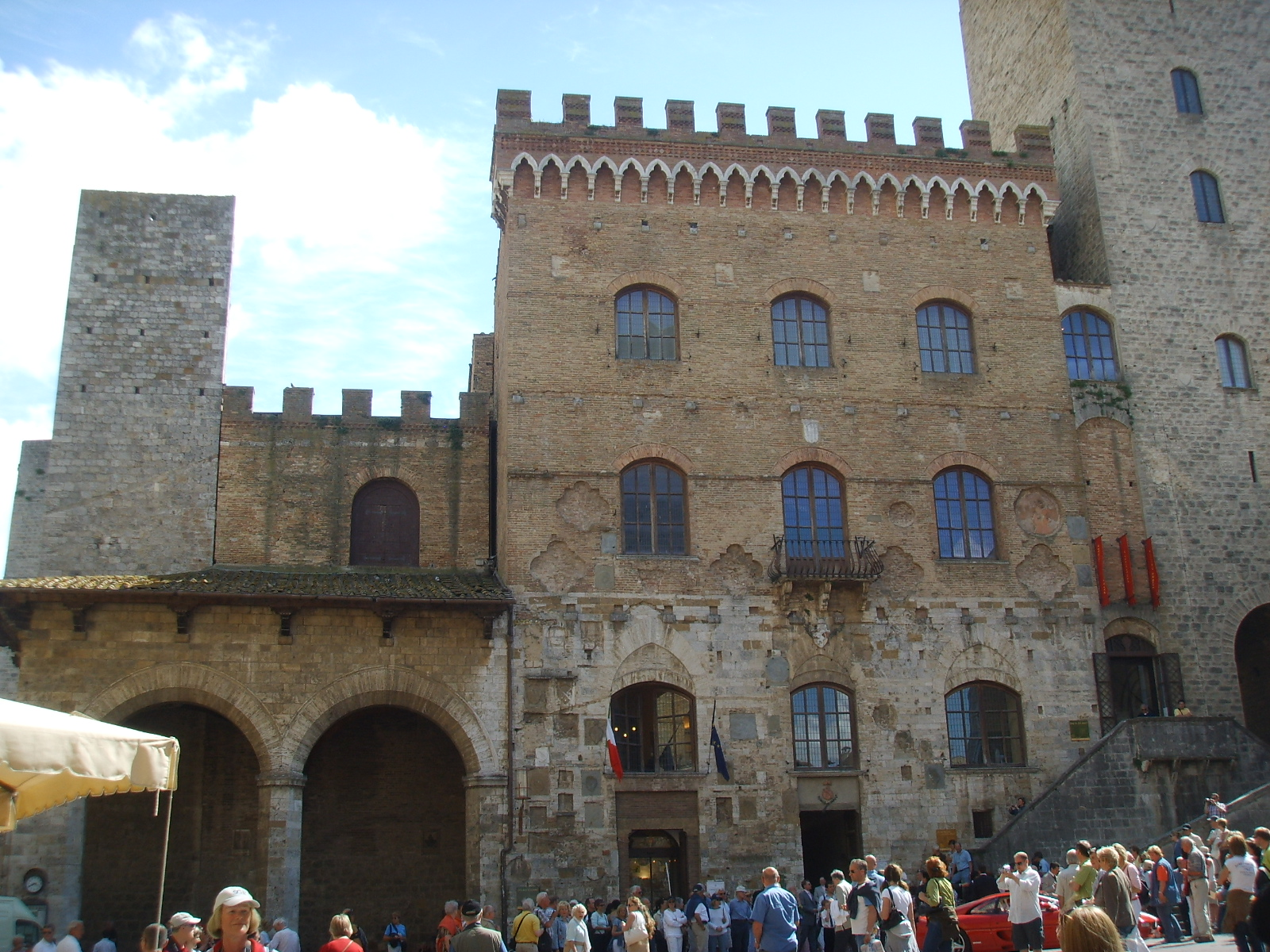
La loggia accanto al Palazzo del Comune o Palazzo Nuovo del Podestà